# 黒澤酒造
黒澤酒造株式会社（くろさわしゅぞう）は、長野県南佐久郡佐久穂町にある酒類製造業者である。
酒の資料館・ギャラリーくろさわ・ギャラリー喫茶くろさわを併設。

## 沿革
- 1858年（安政5年） - 酒造業を創業。

## 代表
- 代表取締役社長 黒澤孝夫

## 事業所
- 本社・工場（長野県南佐久郡佐久穂町）

## 主要製品

### 清酒
- 井筒長
- 黒澤
- マルト
- 八千穂
- 雪国

### 焼酎
- 井筒盛（米・酒粕）
- そば焼酎佐久穂・菊芋焼酎佐久穂
- 副産物焼酎樽熟成　黒澤

### ミネラルウォーター
- 信州八千穂の湧水

### その他
- 蔵元手造り甘酒
- 粕漬け（白うり・みょうが・エリンギ）
- 八千穂高原白樺樹液